# دين فرازير
دين فرازير (بالإنجليزية: Dean Fraser)‏ هو موسيقي جامايكي، ولد في 4 أغسطس 1957 في كينغستون في جامايكا.

## وصلات خارجية
- دين فرازير على موقع ميوزك برينز (الإنجليزية)
- دين فرازير على موقع أول ميوزيك (الإنجليزية)
- دين فرازير على موقع ديسكوغز (الإنجليزية)